# Телдау
Телдау (њем. Teldau) општина је у њемачкој савезној држави Мекленбург-Западна Померанија. Једно је од 89 општинских средишта округа Лудвигслуст. Према процјени из 2010. у општини је живјело 877 становника. Посједује регионалну шифру (AGS) 13054102.

## Географски и демографски подаци
Телдау се налази у савезној држави Мекленбург-Западна Померанија у округу Лудвигслуст. Општина се налази на надморској висини од 7 метара. Површина општине износи 27,4 km². У самом мјесту је, према процјени из 2010. године, живјело 877 становника. Просјечна густина становништва износи 32 становника/km².